# Lichtfang

Lichtfang im Rasterdruck

Lichtfang ist ein Begriff aus der Drucktechnik und beschreibt das Phänomen, dass ein im Rasterdruckverfahren bedrucktes Material mehr Licht absorbiert, als der Größe der bedruckten Fläche entspricht. Wenn die Oberfläche eines weißen Stoffes zu 50 % mit schwarzen Rasterpunkten bedruckt ist, könnte man eine Reflexion von 50 % erwarten. Der tatsächliche Wert liegt aber darunter. Die Rasterfläche erscheint also dunkler bzw. im Vierfarbendruck kräftiger gefärbt.
Der Zusatzbeitrag zum Tonwert kann bis über 10 % betragen, ist also nicht vernachlässigbar. Im Rahmen der Standardisierung wird er für den Offsetdruck in Normen (Prozess Standard Offset) berücksichtigt. Der Lichtfang ist nicht gebunden an ein bestimmtes Druckverfahren. Es sind lasierende (durchsichtige) Farbschichten mit Rastern und Bedruckstoffe nötig, in die das Licht eindringen kann.

## Wirkungsweise
Fällt Licht auf Rasterpunkte, wird ein Teil von ihm absorbiert (=gefangen). Fällt Licht zwischen den Rasterpunkten auf unbedrucktes Material (Bedruckstoff), so dringt es zum Teil ins Material ein. Das eingedrungene Licht wird im Papier an Fasern und Füllstoffkriställchen zurück gestreut. Das Streulicht, das wieder an die Oberfläche geht, fällt teilweise von der Rückseite durch Rasterpunkte und wird dort wellenlängenabhängig absorbiert. Eine Rasterpartie absorbiert daher mehr Licht, als ihrer farbbedeckten Fläche entspricht: Die messtechnisch densitometrisch ermittelte und optisch wirksame Flächendeckung, der Tonwert, ist größer als die geometrische Flächendeckung. Er ist vom Raster und vom Bedruckstoff abhängig. Transparente Bedruckstoffe und solche, in die das Licht nicht eindringen kann (z. B. Blech), führen nicht zu Lichtfang. Je mehr Licht in ein Papier eindringen kann, desto größere Anteile an Lichtfang erfasst man bei der Messung des Tonwertes. So ergibt ein Naturpapier (ungestrichenes Papier) einen größeren Lichtfangbeitrag als ein gestrichenes.
An den Rändern der Rasterpunkte spielen sich zwei Konkurrenzen ab: Ein Teil Licht falle neben einem Rasterpunkt ins Papier, werde da gestreut und komme durch den Rasterpunkt heraus. Dabei verstärkt sich der Farbanteil des zurückgeworfenen Lichtes um den halben Beitrag (eine Passage durch Farbe). An der gegenüber liegenden Punktseite fällt ein Lichtstrahl durch den Punkt ins Papier, wird vom Punkt weg gestreut und steigt an unbedruckter Stelle aus, bringt folglich nur den halben Farbanteil (nur eine Passage durch Farbe). Der erste Strahl tritt ungeschwächt ins Papier, der zweite bereits durch Absorption im Rasterpunkt geschwächt. Der erste wird damit tiefer eindringen und mehr Streulicht ermöglichen als der zweite. In der Summe gibt es eine verstärkte Farbwirkung.

## Einfluss der Rasterkonstruktion

I0: Einfallender Lichtstrahl,
IR: vom unbedruckten Papier remittiert,
Icol: nach Passage der Druckfarbschicht farbiger Lichtstrahl,
IRcol: im unbedruckten Papier remittierter und nach 1 Passage farbiger Lichtstrahl,
IcolRcol: zweimal durch Druckfarbschicht und remittiert,
IcolR: erst durch Druckfarbschicht und dann remittiert

Da der Lichtfang an den Randlinien der Rasterpunkte stattfindet, ist er bei Feinrastern stärker als bei Grobrastern. Zerklüftete Rasterpunkte bringen einen stärkeren Lichtfang als kompakte. In der modernen Rastertechnik ist das von großer Bedeutung. Wegen dieser Wirkung müssen die Tonwerte in der Druckvorstufe je nach Rasterverfahren entsprechend ausgelegt werden, damit eine Rasterfläche in einem autotypisch angelegten Bild beim Übertrag in ein feines FM-Raster nicht zu dunkel wird. Dies hat noch weitere Konsequenzen, weil die gleiche Farbwirkung (optische Dichte), einmal mit mehr Druckfarbe und einmal mit weniger Druckfarbe bewirkt, unterschiedliche Farbtöne erzeugt. Der Druck mit höherem Lichtfang-Anteil ist dabei reiner (weniger verschwärzlicht). Der Effekt ist so deutlich, dass er sogar im Zeitungsdruck zu sichtbaren verbesserter Druckqualität führen kann.